# Svavar Gestsson
Svavar Gestsson, född 26 juni 1944 i Guðnabakki i Stafholtstungur, död 18 januari 2021, var en isländsk politiker och diplomat.
Han blev Islands ambassadör i Stockholm i juni 2001 (vilket han var fram till 2005), efter att ha varit generalkonsul i Winnipeg i Kanada i två år. Åren 2005–2009 var han ambassadör i Köpenhamn. Han uppbar tidigare flera ministerposter i isländska regeringar som kultur- och utbildningsminister 1988–1991, hälso- och socialminister 1980–1983 och handelsminister 1978–1979.